# أولاد فايت
أولاد فايت مدينة جزائرية تابعة لولاية الجزائر هي بلدية تابعة لدائرة الشراقة تقع غرب العاصمة وتبعد عنها ب 15كم الرمز البريدي 16320 منطقة تعرف بالثروة الحيوانية فهي تصدر الدجاج نحو اوروبا وولد فيها مطرب الراب العالمي ديدين كلاش وصديقه الداندو زاكي فم القومومبا

## الإدارة
منذ 15 أكتوبر 1888 تتحول لبلدية

## السكان
- عدد السكان في البلدية سنة 2006 34,664 نسمة

## الرياضة
- خصصت بلدية أولاد فايت إلى إقامة للرياضيين الأفارقة في إطار الألعاب الأفريقية التي امتدت من 11 إلى 23 يوليو 2007 نظرا لاحتوائها علي العديد من الإقامات الجامعية والكثير من المرافق الملحقة.

## البيئة
- تقع مفرغة الجزائر بأولاد فايت

## مواضيع ذات صلة
- تاريخ ولاية الجزائر
- بلديات ولاية الجزائر
- دوائر ولاية الجزائر

## وصلة خارجية
- مخطط لبلدية أولاد فايت صور
- أولاد فايت